# Производственные дети
Производственные дети (англ. production babies) — дети, родившиеся у членов съемочной команды фильма или мультфильма во время его производства. Этим термином называется раздел в финальных титрах фильма, в котором перечисляется имена таких детей. Традиция размещать список производственных детей впервые появилась в мультфильмах, и до сих пор, в основном, встречается в этом жанре, что отражает влияние семейного опыта на повествование в таких фильмах.
Первый список производственных детей появился в титрах первого полнометражного мультфильма студии Pixar «История игрушек» в 1995 году.
Ли Анкрич, режиссер студии Pixar, рассказывает, что члены производственной команды и съемочной группы неизгладимо связывают рождение своих детей с фильмом, над которым они работали в это время. Список детей в титрах становится для них способом разделить эти важные воспоминания с более широкой аудиторией. «Это символизирует неразрывную связь наших семейных жизней с кино». Твистс добавил в титры фильма 2010 года «Рапунцель: Запутанная история» список «Детей хамелеона», которые появились у хамелеона, послужившим моделью для героя фильма. В мультфильме 2011 года Медвежонок Винни и его друзья список детей назван «Дети Пуха», имена вышиты Кенгой на куске ткани.
Режиссер студии Дисней Байрон Ховард считает список производственных детей показателем глубины личных отношений, появившихся в ходе совместной работы над мультфильмом.
Звездочка возле имени ставится в память о ребенке, который скончался до завершения работы над фильмом.
В 2009 году Ари Фольман посвятил свой «Золотой глобус» восьми производственным детям, которые появились при создании Вальса с Баширом, антивоенной анимационной документалки, и выразил пожелание, чтобы их жизнь никогда не касалась реалий конфликта, изображенного в фильме.
Рецензенты отмечают, что список «производственных детей» позволяет говорить о творческом подходе людей кинопроизводства в выборе необычных имен для своих детей.
Ранний, единичный экземпляр в видеоиграх встречается в пасхальном яйце в виде сообщения в ROM в игре 1988 года Spiker! Super Pro Volleyball для приставки Mattel Intellivision. Современная традиция появилась в титрах видеоигр в игре 2005 года Call of Duty 2.